# Lo spadaccino misterioso
Lo spadaccino misterioso è un film del 1956 diretto da Sergio Grieco.

## Trama
Il duca Ubaldo, tiranno di Roccamontana, organizza una congiura verso Alfonso I d'Este per impadronire del territorio soggetto agli Estensi per consegnarlo agli spagnoli.